# Pomnik Fryderyka Chopina w Warszawie

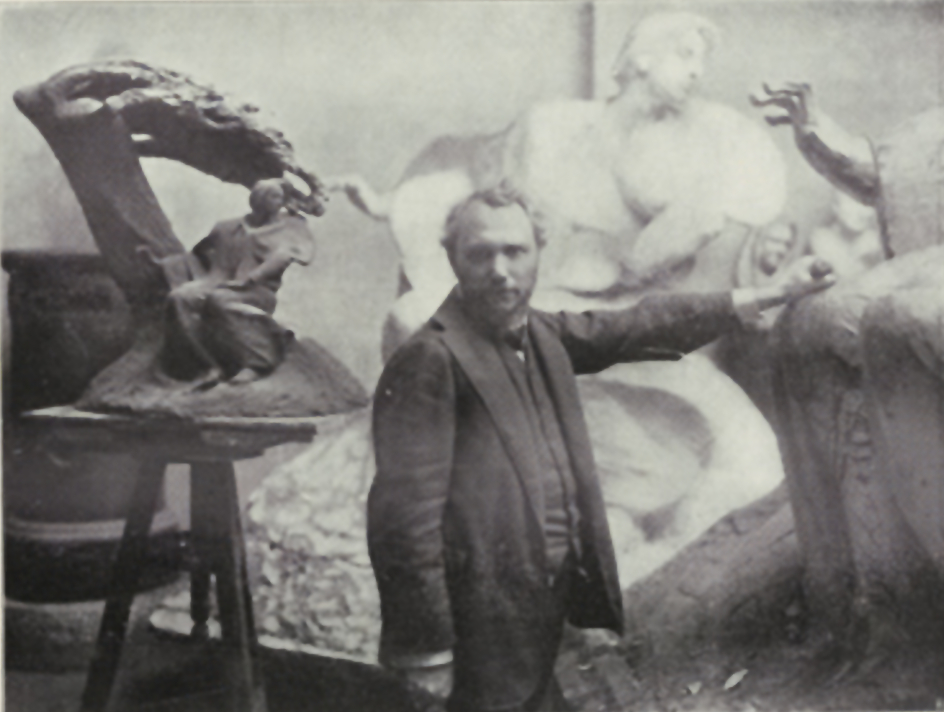
Wacław Szymanowski w swojej krakowskiej pracowni podczas pracy nad pomnikiem (1911)

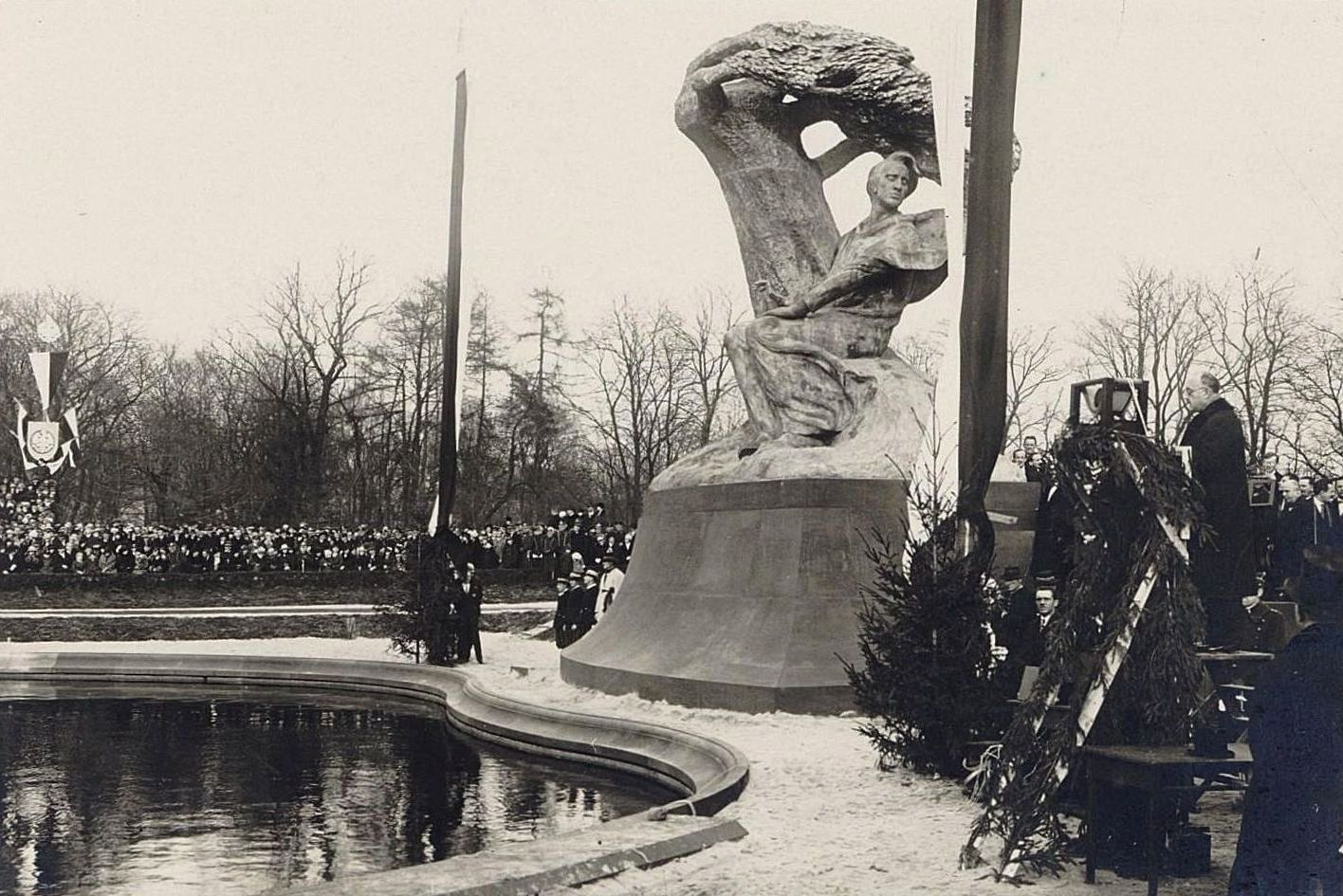
Uroczystość odsłonięcia monumentu 14 listopada 1926

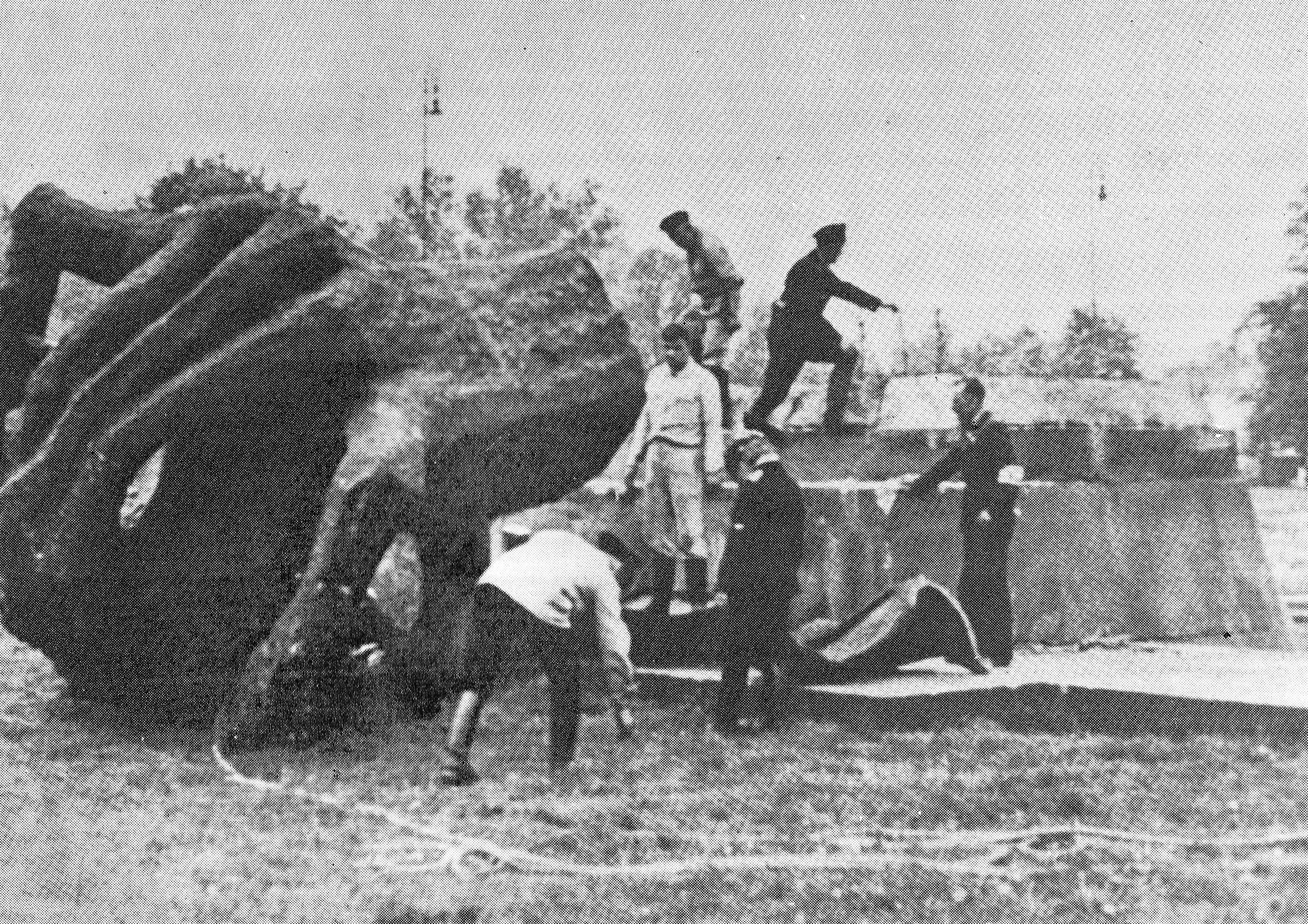
Usuwanie fragmentów wysadzonego w powietrze pomnika (1940)

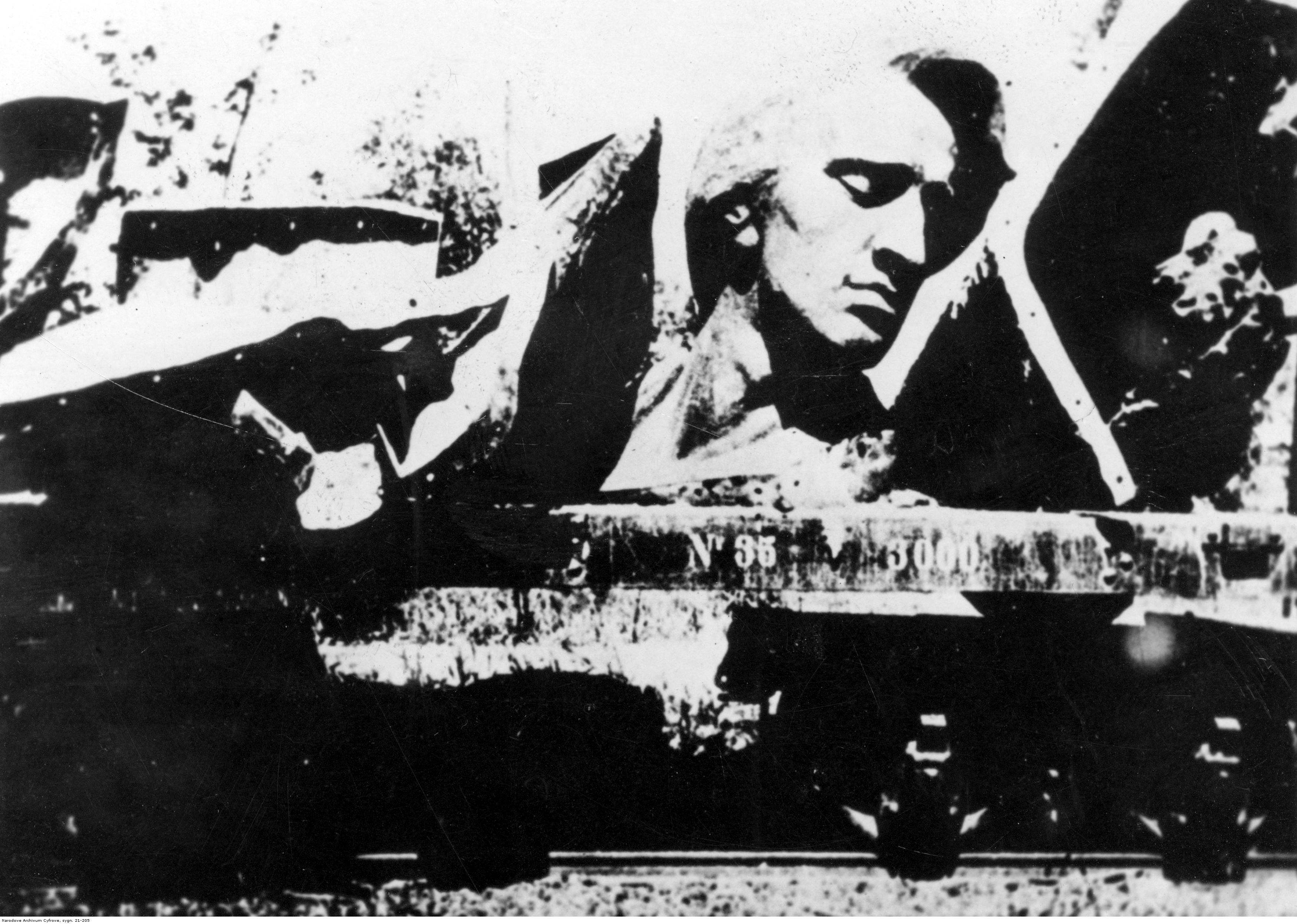
Elementy zniszczonego monumentu

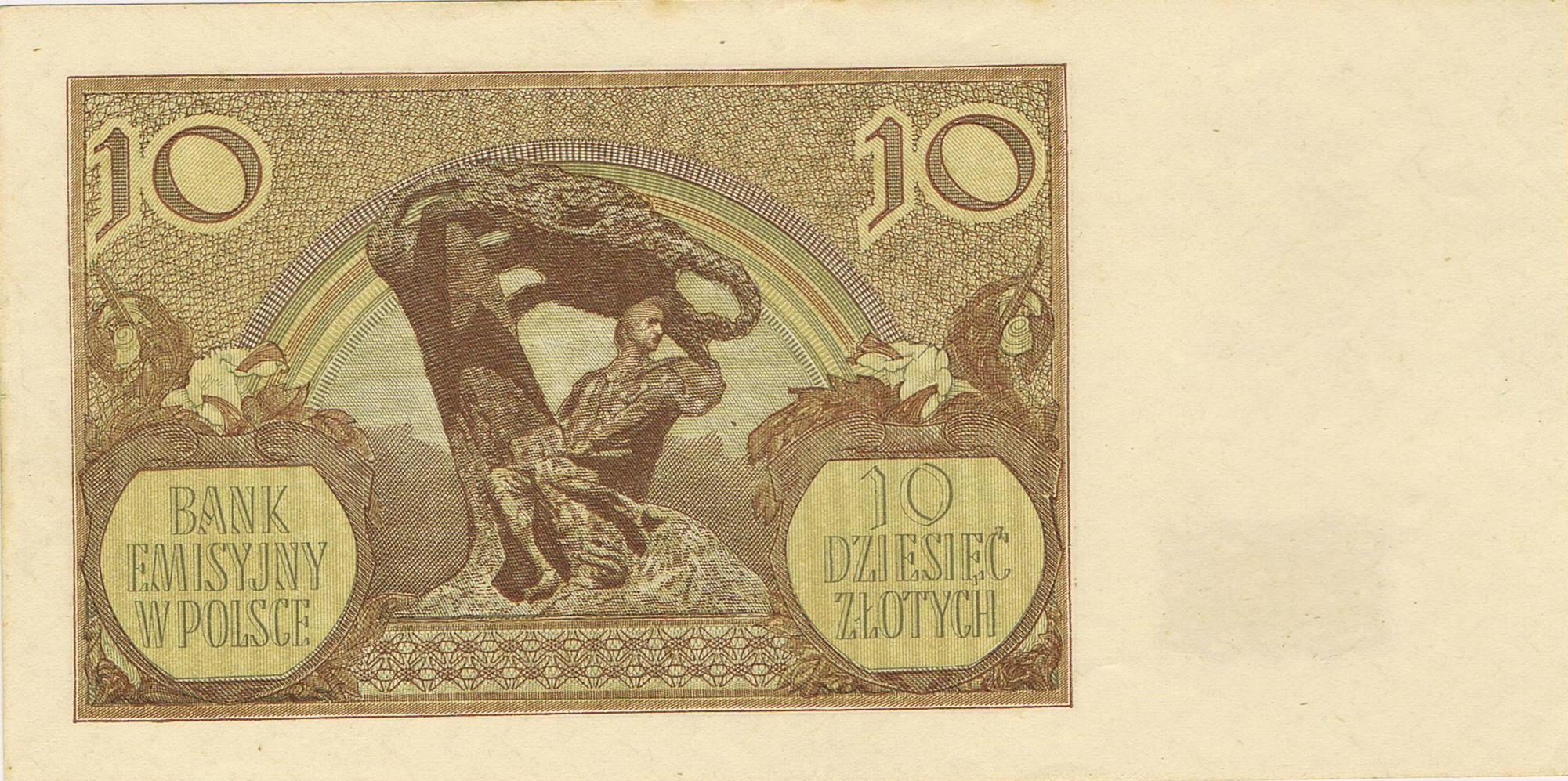
Monument na rewersie banknotu 10-złotowego Banku Emisyjnego w Polsce z 1940

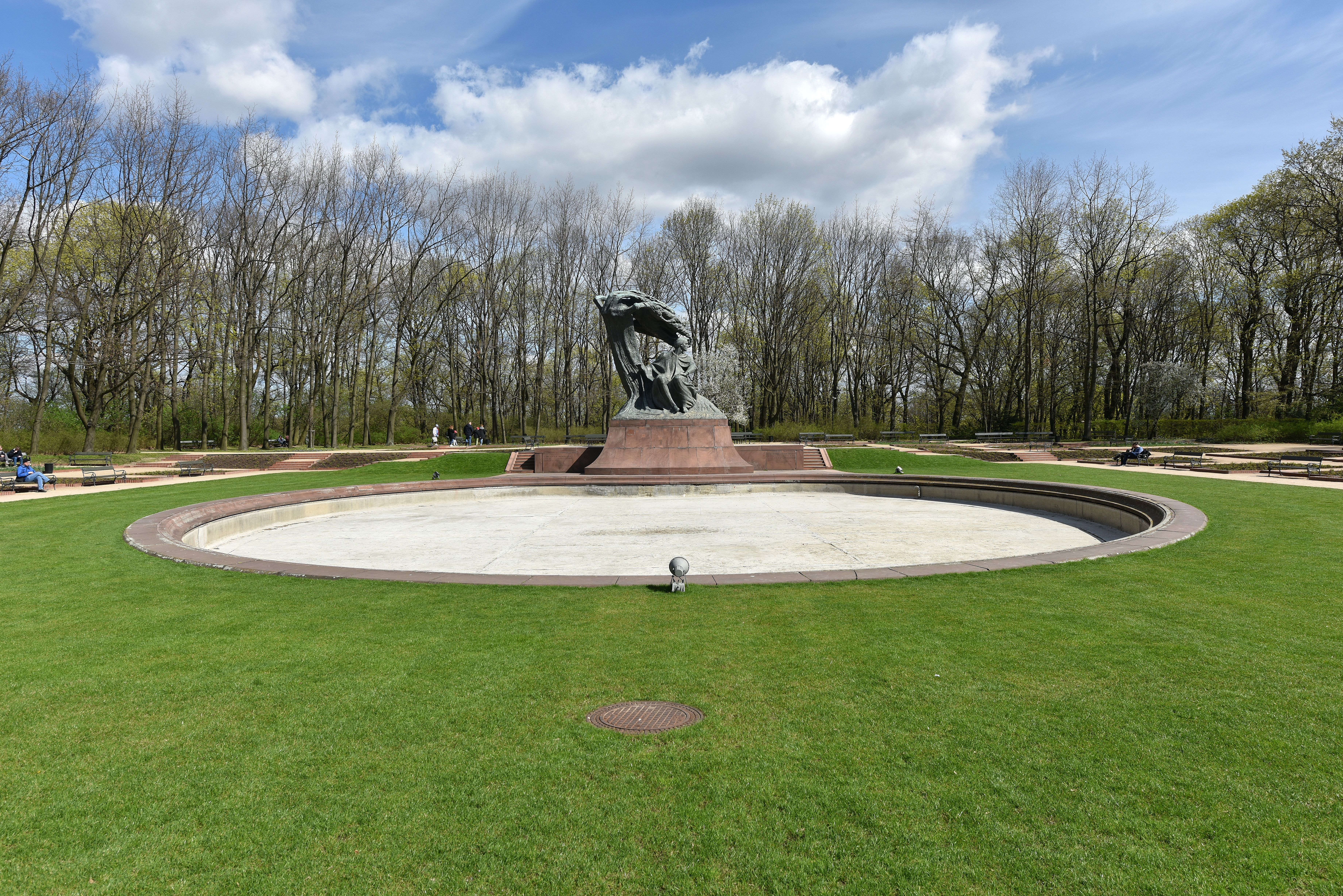
Widok ogólny upamiętnienia

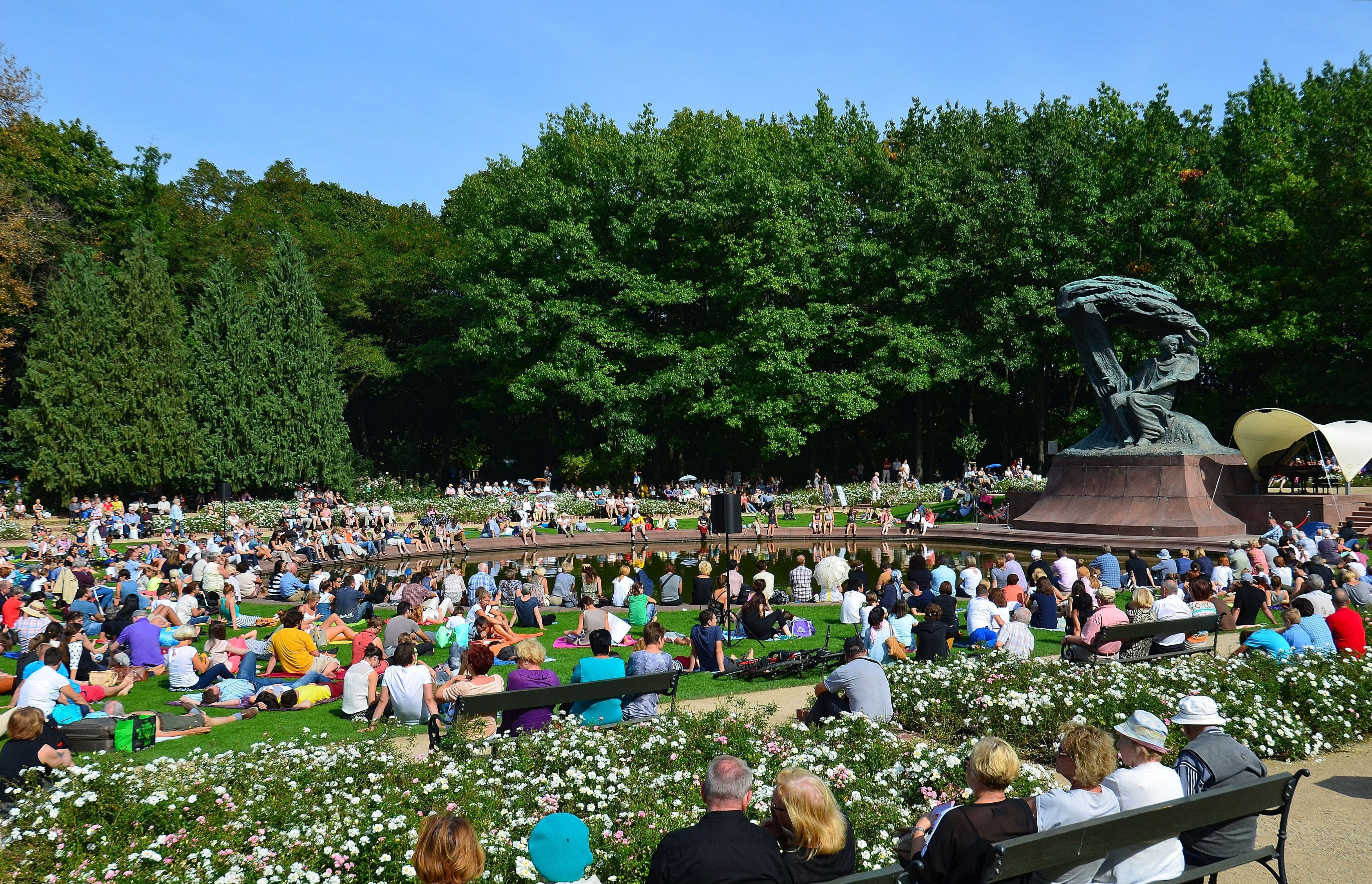
Niedzielny koncert pod pomnikiem kompozytora

Pomnik Fryderyka Chopina w Warszawie – secesyjny pomnik Fryderyka Chopina w parku Łazienkowskim w Warszawie, przedstawiający odlaną w brązie postać kompozytora siedzącą pod stylizowaną wierzbą. 

## Opis

### Projekt i pierwsza realizacja
Pomysł upamiętnienia Fryderyka Chopina pojawił się wśród członków Warszawskiego Towarzystwa Muzycznego w 1876, ale w ówczesnych warunkach politycznych nie mógł zostać urzeczywistniony. Sytuacja uległa zmianie w 1901, gdy polska śpiewaczka operowa Adelajda Bolska uzyskała ustną zgodę cara Mikołaja II na wzniesienie monumentu, a generał gubernator warszawski wydał zgodę na utworzenie z dniem 1 stycznia 1902 Komitetu Budowy Pomnika Chopina w Warszawie.
W 1908 rozpisano konkurs na projekt monumentu, rozstrzygnięty w maju 1909. Spośród osób kultury i sztuki w jury konkursowym zasiadali m.in. Antoine Bourdelle, Józef Pius Dziekoński i Leopold Méyet. Wskazaną lokalizacją monumentu był plac Warecki (obecnie plac Powstańców Warszawy), a w konkursie mogli brać udział wyłącznie artyści polscy. Spośród 66 prac wybrano projekt Wacława Szymanowskiego (rzeźba) i Franciszka Mączyńskiego (opracowanie architektoniczne). Monument przedstawiał postać siedzącego Fryderyka Chopina zasłuchanego w szum wierzby. Zwycięski projekt był jednak niezgodny z lokalizacją pomnika na placu Wareckim.
Wyniki konkursu wywołały publiczną dyskusję i spotkały się z krytyką części prasy. Wybrana w konkursie praca musiała także zostać zatwierdzona przez Cesarską Akademię Sztuk Pięknych w Petersburgu, która orzekła, że (..) Projekt ten skomponowany jest niezadowalająco i wywołuje antyartystyczne wrażenie, a w szczególności drzewo i drobne figurki wokół basenu. 
Po tym jak rosyjskie Ministerstwo Spraw Wewnętrznych odmówiło – powołując się na opinię Akademii – wydania zgody na budowę monumentu, Oskar Sosnowski opracował na nowo otoczenie pomnika zmieniając kształt cokołu i sadzawki z pierwotnego projektu. Usunął on także wielkie rzeźby żab siedzących po obu jej stronach, które już wcześniej budziły wątpliwości natury estetycznej. Z kolei Szymanowski wprowadził poprawki do kształtu wierzby. Projekt ponownie przedstawiono do zatwierdzenia. Zniecierpliwiony przedłużającą się wymianą pism pomiędzy Akademią, Ministerstwem a Komitetem rzeźbiarz udał się także osobiście do Petersburga, gdzie uzyskał audiencję u wielkiej księżnej Marii Pawłownej, ciotki cara Mikołaja II, która obiecała poparcie projektu przez Akademię. Ostatecznie zgodę na wzniesienie pomnika Chopina w Warszawie – po bezpośredniej interwencji księżnej – podpisał sam Mikołaj II.
Wacław Szymanowski pracował nad pięciometrowym posągiem Chopina i siedmiometrową wierzbą w swojej pracowni w Krakowie. Prace zakończył we wrześniu 1912. W maju 1914 zawarto umowę na wykonanie monumentu z francuską firmą Anciennes Fonderies Thiebaut Fréres należącą do Renè Fulda. Wysłany z Krakowa model dotarł do Francji na krótko przed wybuchem I wojny światowej, a wkrótce potem odlewnia Fulda zbankrutowała.
Do projektu budowy pomnika Chopina powrócono po odzyskaniu niepodległości, po I wojnie światowej. Odlew wykonała francuska spółka Barbedienne w Paryżu, po czym, po przewiezieniu do Polski, ustawiono go w warszawskich Łazienkach. 
Pomnik został odsłonięty 14 listopada 1926. Jego otoczenie – cokół, wykonany z piaskowca wąchockiego oraz basen – zaprojektował Oskar Sosnowski, a prace kamieniarskie wykonała firma łódzkiego przedsiębiorcy Antoniego Urbanowskiego.

### Zniszczenie w 1940
W czasie okupacji, 31 maja 1940, na polecenie gubernatora Hansa Franka pomnik Chopina został przez Niemców wysadzony w powietrze i pocięty palnikami na mniejsze części. Został on następnie przekazany na złom. Niemcy usiłowali także zniszczyć wszystkie kopie pomnika przechowywane w polskich muzeach. Jednemu z pracowników Muzeum Wielkopolskiego w Poznaniu udało się ukryć w piwnicy kopie głowy pomnika. Niemcy zniszczyli jednak wszystkie gipsowe repliki oraz drewnianą kopię rzeźby w skali 1:2, którą do poznańskiego muzeum przekazał sam autor.
Pomnik Chopina był pierwszym (według innych źródeł drugim, po pomniku Ignacego Mościckiego) monumentem zniszczonym przez Niemców w okupowanej Warszawie. Oprócz negatywnego stosunku do twórczości kompozytora, innymi prawdopodobnymi przyczynami zniszczenia monumentu była jego lokalizacja w dzielnicy niemieckiej, usytuowanie w pobliżu Belwederu (oficjalnej rezydencji Hansa Franka w czasie jego wizyt w Warszawie) oraz rozpoczęta w tym czasie akcja zbiórki złomu  na potrzeby przemysłu zbrojeniowego III Rzeszy. Zgodnie z informacjami uzyskanymi przez polskich pracowników Zarządu Miejskiego od władz niemieckich na decyzję o zniszczeniu miała wpłynąć rzekoma brzydota pomnika.

### Odbudowa
W wyniku działań Niemców rekonstrukcja dzieła Wacława Szymanowskiego po wojnie nastręczała wielu trudności. Poszukiwano replik oraz zachowanych kopii pomnika mogących posłużyć za wzór do jego odtworzenia. W listopadzie 1946 głowę Chopina odnaleziono na terenie Państwowych Zakładów Rafineryjno-Przetwórczych we Wrocławiu. Okazało się jednak, że nie była to głowa z monumentu w Łazienkach, lecz jeden z próbnych odlewów w znacznie pomniejszonej skali. Oryginalny odlew został w całości przetopiony. 
Kompletną kopię całego pomnika udało się znaleźć dopiero podczas odgruzowywania zniszczonego domu Szymanowskiego na Mokotowie. Na podstawie tej kopii podjęto próbę wykonania wiernej repliki oryginału. W 1946 grupa rzeźbiarzy pod kierunkiem Władysława Wasiewicza wykonała w Pracowni Sztuk Plastycznych model odlewu pomnika wykorzystując: model autorski (w skali 1:10), drewnianą rzeźbę głowy kompozytora dłuta Władysława Szymanowskiego, analizę fotogrametryczną wykonaną przez Leona Suzina oraz przedwojenne fotografie. Pomnik odlano w spółdzielni „Brąz Dekoracyjny” (dawniej Bracia Łopieńscy).
Zrekonstruowany monument został odsłonięty ponownie 11 maja 1958 przez przewodniczącego Rady Państwa Aleksandra Zawadzkiego. 
Na cokole umieszczono napis o treści Posąg Fryderyka Chopina zburzony i zagrabiony przez Niemców w dniu 31 maja 1940 roku odbuduje Naród. 17-X-1946 r. Kolejny napis z datą odsłonięcia informuje, że pomnik został odbudowany ze składek Społecznego Funduszu Odbudowy Stolicy. Wyryto również słowa  z Konrada Wallenroda Adama Mickiewicza:
Płomień rozgryzie malowane dzieje, 
Skarby mieczowi spustoszą złodzieje,
Pieśń ujdzie cało...
Układ trawników i alejek wokół pomnika zaprojektował Longin Majdecki. Geometryczne rabaty obsadzone są krzewami róż. Wokół monumentu rosną w większości dęby czerwone, a także klony oraz krzewy śnieguliczki białej. Całe założenie ogrodowe z posadzonymi amfiteatralnie drzewami miało przypominać salę koncertową.
Od 1959 roku od maja do września w każdą niedzielę pod pomnikiem odbywają się dwa koncerty utworów Chopina, organizowane przez Towarzystwo im. Fryderyka Chopina i Stołeczną Estradę. Kształt ustawianego przy monumencie zadaszenia dla pianisty i fortepianu nawiązuje do kształtu muszli koncertowej Opery w Sydney. W 2020, w związku z pandemią COVID-19, koncerty zostały przeniesione do internetu.
Monument jest jedynym w Warszawie przykładem sztuki secesji w architekturze pomnikowej.

## Kopie pomnika
- W 1994 w japońskim mieście Hamamatsu odsłonięto kopię pomnika z warszawskich Łazienek, przekazaną temu miastu na podstawie umowy o wymianie kulturalnej między miastami partnerskimi.
- W 2021 roku odlew kopii samej głowy Chopina stanął przed palmiarnią miejską w Gliwicach. Odlew wykonano w Gliwickich Zakładach Urządzeń Technicznych[29].